# Anaspis variabilis
Anaspis variabilis là một loài bọ cánh cứng trong họ Scraptiidae. Loài này được Ermisch miêu tả khoa học năm 1965.